# Francisco E. Correa
Francisco E. Correa (Buenos Aires, 3 de octubre de 1878- † 2 de febrero de 1935) Profesor, periodista y abogado, fue uno de los fundadores de la Liga del Sur y luego el Partido Demócrata Progresista juntamente con Lisandro de la Torre y Luciano F.Molinas.

## Biografía
Presidente del Concejo Deliberante de Rosario en el año 1912, miembro de la Convención Constituyente de Santa Fe en 1921 y diputado nacional con breves intervalos desde el año 1914 hasta 1930; ocupó una banca en el Senado de la Nación desde 1932 hasta 1935 y había sido reelecto para el cargo cuando lo sorprendió la muerte, el 2 de febrero de 1935.
De su dilatada acción parlamentaria queda el recuerdo inolvidable de su participación en numerosos debates, en los que puso de manifiesto una extraordinaria versación y un estilo personal, elocuente y cáustico. Su actuación partidaria lo destacó como un orientador reposado y sagaz.